# 良景站

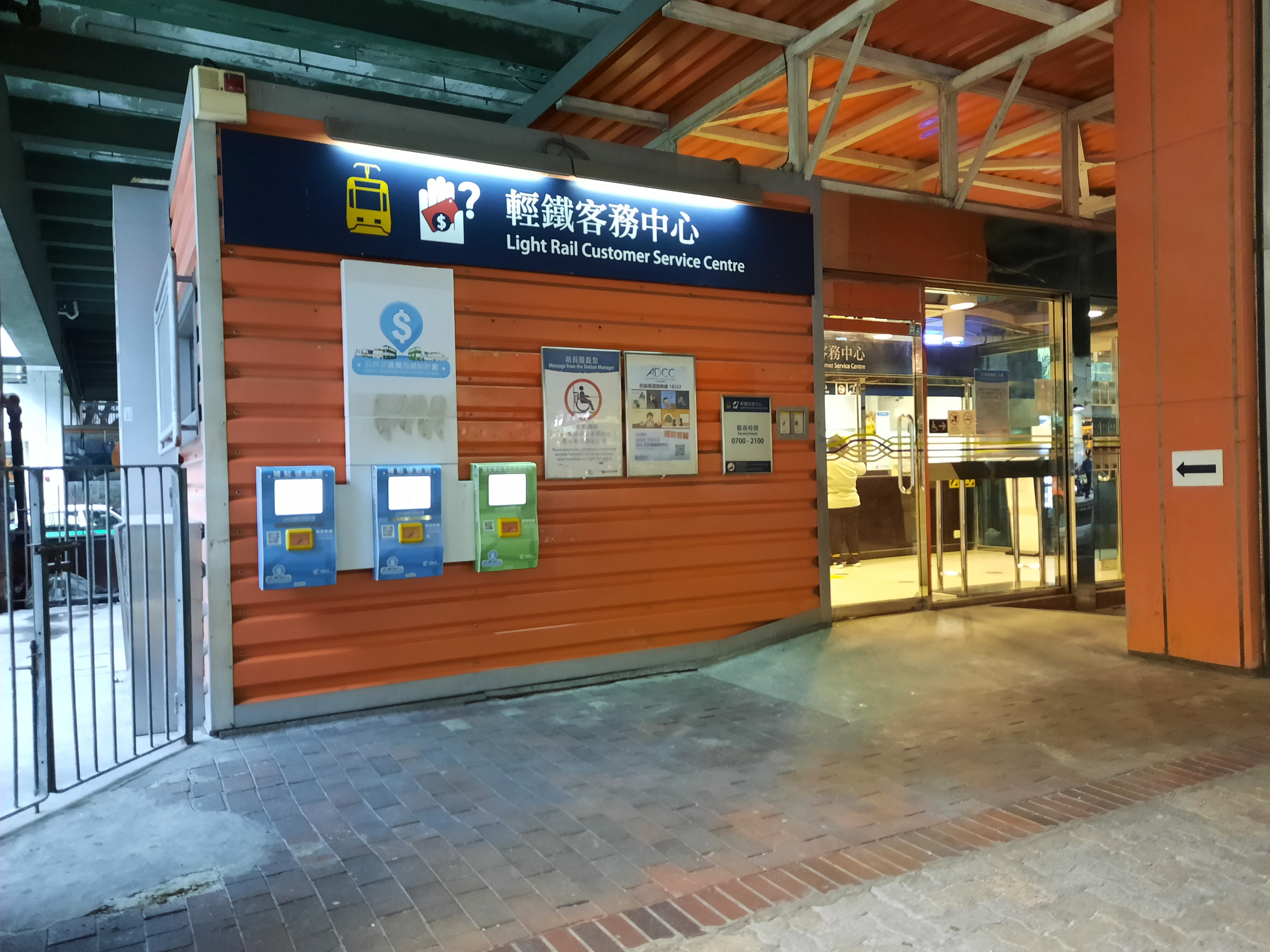
良景站2號月台的輕鐵客務中心（2021年4月）

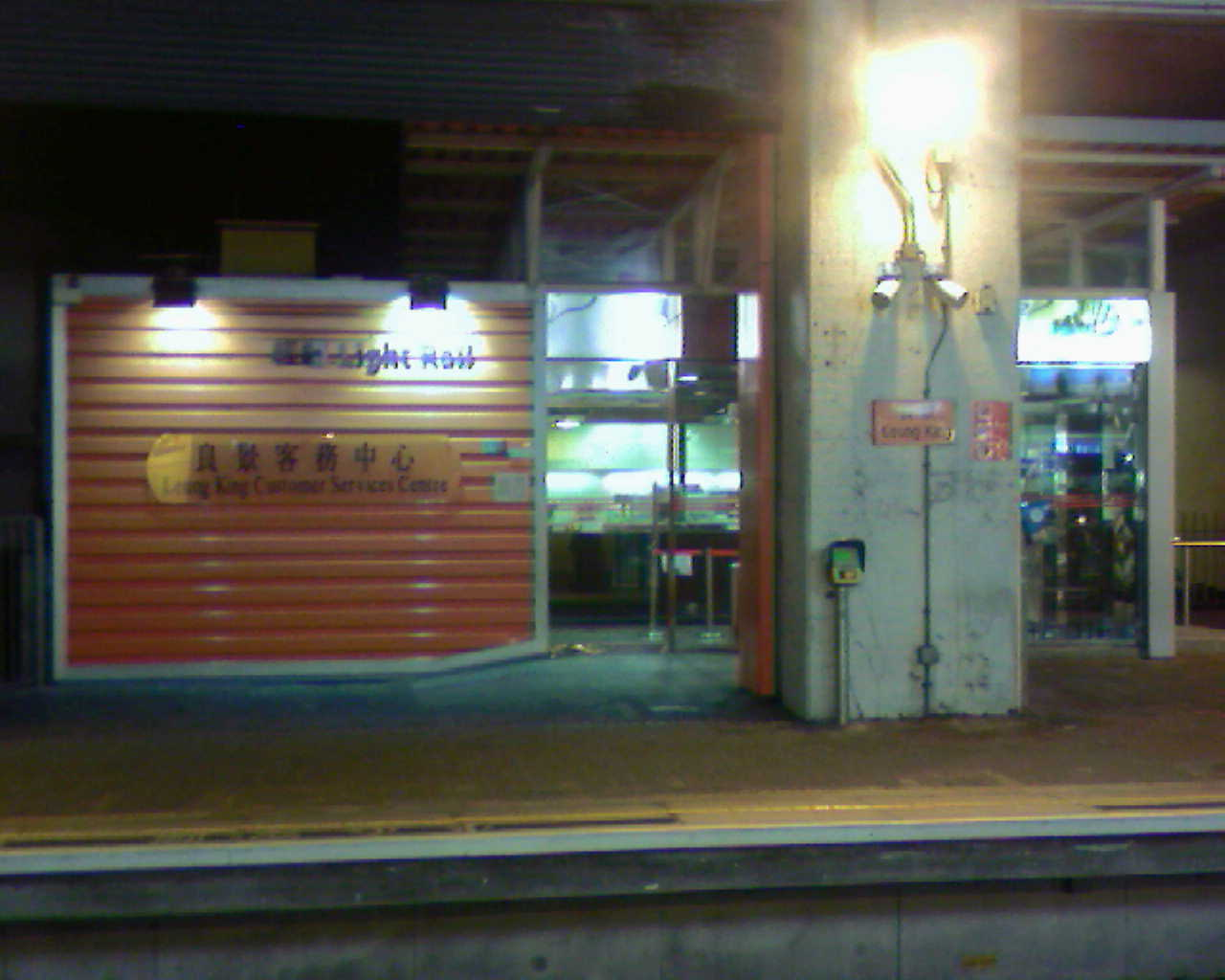
良景站2號月台的輕鐵客務中心（2008年4月）

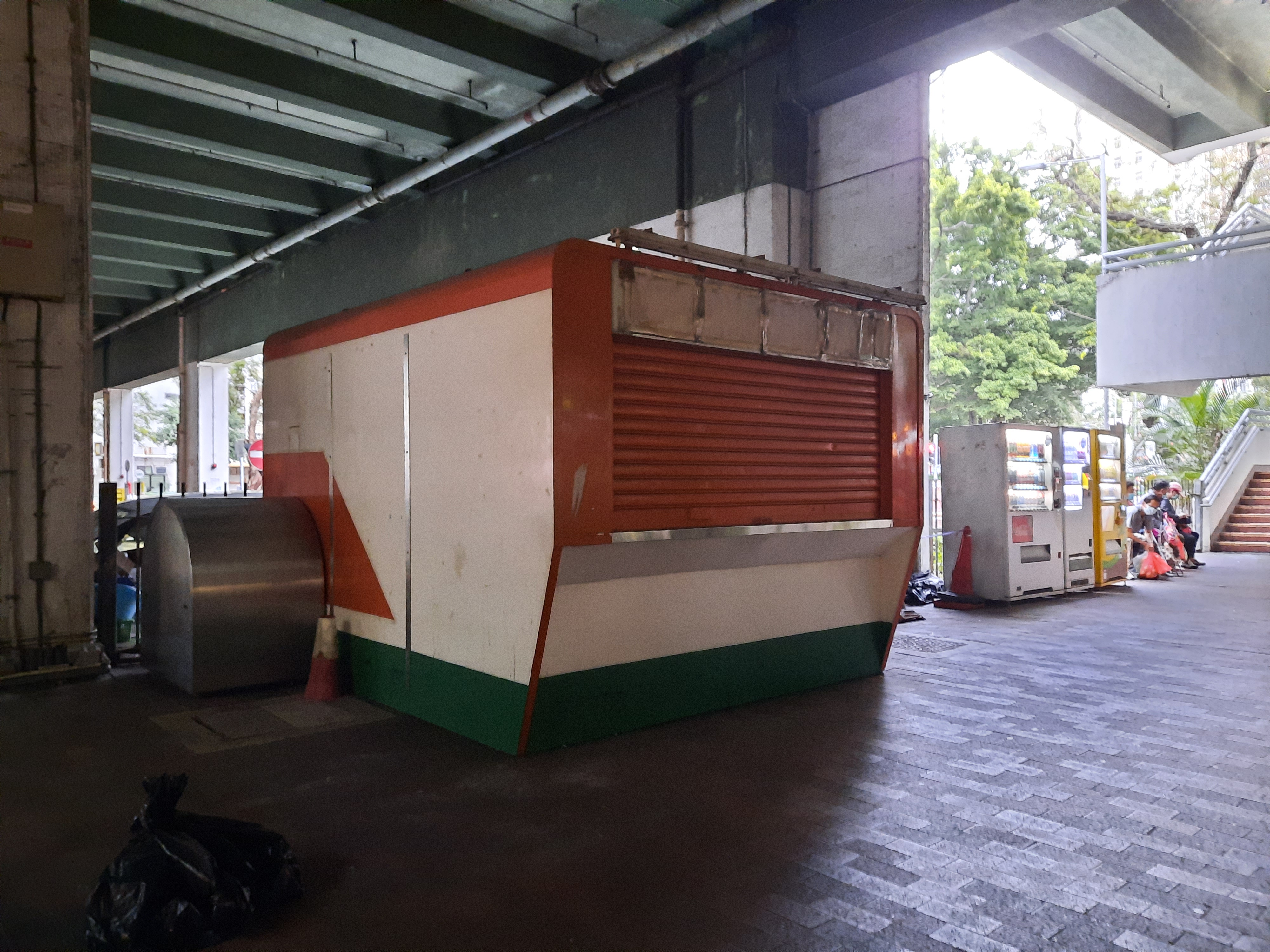
已荒廢多年的舊輕鐵客務中心

良景站（英語：Leung King Stop）是港鐵輕鐵車站。代號150，屬單程車票第3收費區，共有2個月台。車站位於田景路近良景邨，在良景邨和田景邨之間，良景商場地下。

## 車站結構

### 車站樓層
| －                | 商場 | 良景廣場 |   |  |
| 地面              | 出口 | 良景廣場、良景邨 |   |  |
| 地面              | 月台 | \| 側式 · 開左邊车门 \| \| \| \| \| \| \| \| 輕鐵505綫往兆康（田景） 輕鐵507綫往田景（終點站） 輕鐵615綫往元朗（田景） 輕鐵615P綫往兆康（田景） \| 1 \| \| \| \| 2 \| 輕鐵505綫往三聖（新圍） 輕鐵507綫往屯門碼頭（新圍） 輕鐵615綫往屯門碼頭（新圍） 輕鐵615P綫往屯門碼頭（新圍） \| \| \| \| 側式 · 開左邊车门 \| \| \| \| \| |   |  |
| 地面              | 出口 | 輕鐵客務中心、良景廣場、巴士總站 |   |  |
| 側式 · 開左邊车门 |      | |   |  |
|                   |      | 輕鐵505綫往兆康（田景） 輕鐵507綫往田景（終點站） 輕鐵615綫往元朗（田景） 輕鐵615P綫往兆康（田景） | 1 |  |
|                   | 2    | 輕鐵505綫往三聖（新圍） 輕鐵507綫往屯門碼頭（新圍） 輕鐵615綫往屯門碼頭（新圍） 輕鐵615P綫往屯門碼頭（新圍） |   |  |
| 側式 · 開左邊车门 |      | |   |  |

### 車站月台
良景站位於田景路近良景邨，在良景邨和田景邨之間，良景商場地下，路軌與行車道路完全分隔，只與一條行人道相交。
良景站2號月台方設有輕鐵客務中心。

## 附近地點
- 良景廣場
- 良景社區中心
- 良田體育館
- 新會商會中學
- 保良局方王錦全小學
- 香港紅卍字會屯門卍慈小學
- 田景邨
- 良景邨

## 利用狀況
由於本站鄰近多個公共屋邨和屋苑，也有數間中小學設在良景邨，因此使用量處於中上水平。
逢星期一至五（公眾假期除外）上午7時30分至8時30分，到達本站的列車均須停在指定位置上落客。
- 於1號月台，505線、615線及615P線會於前半部分停泊；507線則會於後半部分停泊。
- 於2號月台，507線、615線及615P線會於前半部分停泊；505線則會於後半部分停泊。

## 外部連結
- 港鐵公司 - 輕鐵及巴士服務 - 輕鐵街道圖 （页面存档备份，存于）
- 港鐵公司 - 輕鐵及巴士服務 - 輕鐵行車時間表 （页面存档备份，存于）